# غرينفيل إم. دودغ
غرينفيل إم. دودغ هو مهندس مدني وضابط وشخصية أعمال ومهندس وسياسي أمريكي، ولد في 12 أبريل 1831 في دانفرز في الولايات المتحدة، وتوفي في 3 يناير 1916 في كونسيل بلوفس في الولايات المتحدة. نشط حزبياً في الحزب الجمهوري. وقد انتخب عضو مجلس النواب الأمريكي ‏.

## وصلات خارجية
- غرينفيل إم. دودغ على موقع الموسوعة البريطانية (الإنجليزية)